# Le donne della palude
Le donne della palude (Swamp Women, conosciuto anche come Cruel Swamp o Swamp Diamonds) è un film d'avventura statunitense del 1955 diretto da Roger Corman. Il film è stato incluso in The Fifty Worst Films of All Time ("I cinquanta peggiori film di tutti i tempi"), libro di Harry Medved.

## Trama
Lee Hampton, una donna poliziotto, viene infiltrata all'interno di una prigione della Louisiana dove sono rinchiuse tre donne. La poliziotta pensa che le tre recluse possano guidarla al luogo dove si presume abbiano nascosto un bottino dopo una rapina di diamanti e cerca di guadagnarsi la loro fiducia. Dopo essere evase dalla finestra della cella, giungono in una palude dove si mettono alla ricerca del bottino ma hanno bisogno di una barca. L'occasione propizia giunge quando intravedono due ragazzi su una barca insieme ad una guida. Sparano così alla guida e prendono in ostaggio il ragazzo, Bob Matthews, un giovane geologo, e la sua fidanzata. Il giorno dopo la fidanzata di Bob tenta di scappare ma muore divorata da un coccodrillo. Durante il secondo giorno, le donne cominciano a litigare tra loro per aggiudicarsi le attenzioni di Bob.

## Produzione
Il film fu prodotto dalla American International Pictures e dalla Bernard Woolner Productions e girato a Lacombe e New Orleans, Louisiana. Anche se le scene a sfondo erotico sono pressoché nulle, il film, anche per il tipo di promozione che seguì dopo la sua uscita, può essere considerato come un antesignano del genere sexploitation, un genere che sarebbe poi esploso pochi anni dopo. Il film è oggi nel pubblico dominio.

## Distribuzione
Alcune delle uscite internazionali sono state:
- negli Stati Uniti (Swamp Women)
- 16 novembre 1956 in Danimarca (Flugten fra kvindefængslet)
- 24 marzo 1958 in Svezia (Kvinnor utanför lagen)
- in Portogallo (As Mulheres do Pântano)
- in Grecia (Gangsterines tou valtou)
- in Venezuela (Las mujeres del pantano)
- in Italia (Le donne della palude)
- in Germania Ovest (Vier Frauen im Sumpf)

## Promozione
La locandina del film mostra una delle donne in atteggiamento lascivo che punta una pistola al petto dell'ostaggio, che ha le mani legate, e al contempo gli porge una mano sul collo nell'atto di porgergli un bacio.
Le tagline presenti sui manifesti sono:
- "You've never met this kind of woman!" ("Non incontrerete mai donne di questo tipo!").
- "Her game was men...any kind of men!" ("Il suo gioco erano gli uomini... tutti i tipi di uomini!").
- "Flaming passions! Weird adventure!" ("Passioni fiammanti! Selvagge avventure!").
- "Women with a Lust For Men!" ("Donne con il desiderio di uomini!").